# دیتمار موگنبورگ
دیتمار موگنبورگ (انگلیسی: Dietmar Mögenburg؛ زادهٔ ۱۵ اوت ۱۹۶۱) ورزشکار پرش ارتفاع اهل آلمان بود.